# Priognathus monilicornis
Priognathus monilicornis is een keversoort uit de familie blauwe schorskevers (Pythidae). De wetenschappelijke naam van de soort werd in 1838 gepubliceerd door Randall.